# 岡山県の歌
「岡山県の歌」（おかやまけんのうた）は日本の都道府県の一つ、岡山県が制定した県民歌である。作詞・石井梅香、作曲・水野康孝。

## 解説
1957年（昭和32年）1月の新庁舎落成を記念して歌詞の公募を実施し、岡山大学教授（当時）の水野康孝に作曲を依頼して3月9日に制定された。作詞者の石井梅香は玉野市在住の主婦で、入選当時39歳。発表会は同年開催の岡山産業文化大博覧会に合わせて5月3日に実施されている。
日本放送録音（NHR）により、作曲者の水野が自ら歌唱するSPレコードが製造されているがそれ以降に新規の録音等は行われておらず、県のウェブサイトでも一切紹介されていない。
県主催の行事では1968年（昭和43年）の明治百年記念式典や、2005年（平成17年）開催の晴れの国おかやま国体開会式で演奏された。県の発行物では、新規採用職員研修の資料に掲載されており、その他に毎年発行される『岡山県民手帳』で長らく1982年（昭和57年）発表の県民愛唱歌「みんなのこころに」と合わせて紹介されていたが、2010年代後半からは本曲が削除され「みんなのこころに」のみの掲載となった。